# Saab 210
Saab 210 Draken lub częściej Lill-Draken (szw. „mały smok”) – szwedzki eksperymentalny samolot myśliwski o napędzie  odrzutowym wyprodukowany przez wytwórnię Saab jako platforma testowa koncepcji skrzydła w postaci podwójnej delty. Powstał jako pomniejszona do 70% wersja docelowego myśliwca Saab J35 Draken. Oficjalna nazwa maszyny to Draken, ale po oblataniu pierwszego egzemplarza Saaba 35 Draken, nieoficjalnie dla odróżnienia nazywany małym smokiem. 

## Historia
W ramach prac nad nowym myśliwcem odrzutowym na potrzeby szwedzkich sił powietrznych (Flygvapnet), inżynierowie firmy SAAB pod kierunkiem Erika Bratta zaprojektowali samolot ze skrzydłami typu delta o skosie 70°. W wyniku dalszych prac badawczych projekt wyewoluował do postaci maszyny ze skrzydłami w formie podwójnej delty - wewnętrznej o kącie 80° mieszczącej zbiorniki paliwa i komory podwozia głównego, oraz zewnętrznej o kącie 57° zapewniającej dodatkową siłę nośną przy niskich prędkościach  lotu. Taka budowa skrzydła dawała również możliwość krótkiego startu i lądowania, a jednocześnie zapewniała niskie opory powietrza przy wysokich prędkościach.
Maszyna testowa została wyposażona w skrzydła o kątach odpowiednio 70° i 50°. Pierwszy lot odbył się 21 stycznia 1952, a za sterami maszyny zasiadł Bengt Olow. Jako napęd Saaba 210 przewidziano szwedzki silnik STAL Glan, ale ze względu na fakt, że nie został on ukończony zastosowano silnik turboodrzutowy Armstrong Siddeley Adder o ciągu 3,92 kN. Jego moc była zbyt niska do napędu maszyny, dlatego w okresie letnim, ze względu na niższą gęstość powietrza testy w locie można było prowadzić tylko w nocy lub nad ranem, gdy temperatura była niższa. Mimo tych niedogodności Lill Draken wykonał około tysiąca lotów zanim ostatecznie trafił do Flygvapenmuseum w Linköping.
W pierwszej wersji Saab 210 posiadał dwa wloty powietrza do silnika zlokalizowane na dziobie maszyny i rozdzielone małym stożkiem w kształcie piramidy. Nieco później przemodelowano kształt stożka w kształt klina, ale nadal dopływ powietrza do silnika był zbyt niski. W związku z tym zdecydowano się przebudować całą część dziobową nadając jej postać długiego dzioba z przesuniętymi w tył wlotami. Ostateczna konfiguracja została oznaczona jako Saab 210B, a wcześniejsza wersja z wlotami na dziobie została nazwana Saab 210A.

## Porównanie parametrów Saab 210 i Saab 35
| Typ                 | Eksperymentalny                    | Myśliwiec                                   |   |   |
| Rozpiętość          | 4,88 m                             | 9,40 m                                      |   |   |
| Długość             | 9,10 m                             | 15,35 m                                     |   |   |
| Skos skrzydeł       | wewnętrzny 70° zewnętrzny 50°      | wewnętrzny 80° zewnętrzny 57°               |   |   |
| Napęd               | 1 × Armstrong Siddeley Adder AS.A1 | 1 × Flygmotor RM6C (licencyjny RR Avon 300) |   |   |
| Ciąg                | 3,92 kN                            | 56,89 kN (78,5 kN z dopalaniem)             |   |   |
| Prędkość maksymalna | 460 km/h                           | 2125 km/h                                   |   |   |
| Załoga              | 1                                  | 1                                           | 1 | 1 |